# 特勒什·欧尔高
特勒什·欧尔高（匈牙利語：Törös Olga，1914年8月4日—2015年2月16日），匈牙利女子竞技体操运动员。她曾代表匈牙利获得1936年夏季奥运会体操比赛女子团体全能铜牌。她于2015年在凯奇凯梅特去世。